# Heliolitida
Sous-ordre
Les Heliolitida forment un sous-ordre éteint de coraux tabulés (animaux de l'ordre des Tabulata). Ce groupe fut abondant au Paléozoïque.

## Liste des sous-ordres
- † Halysitina
- † Heliolitina